# 刘天关线
刘天关线，是中国第一条330千伏超高压输电线路。途径刘家峡、天水、关中，全长533千米，经过14个县（市），交叉跨越重要通信线13次，35～110千伏电力线7次，铁路干线2次，主要河流6次。线路筹建于1969年3月，1970年4月全线开工，12月竣工，1972年6月16日投入运行。